# Davishavet

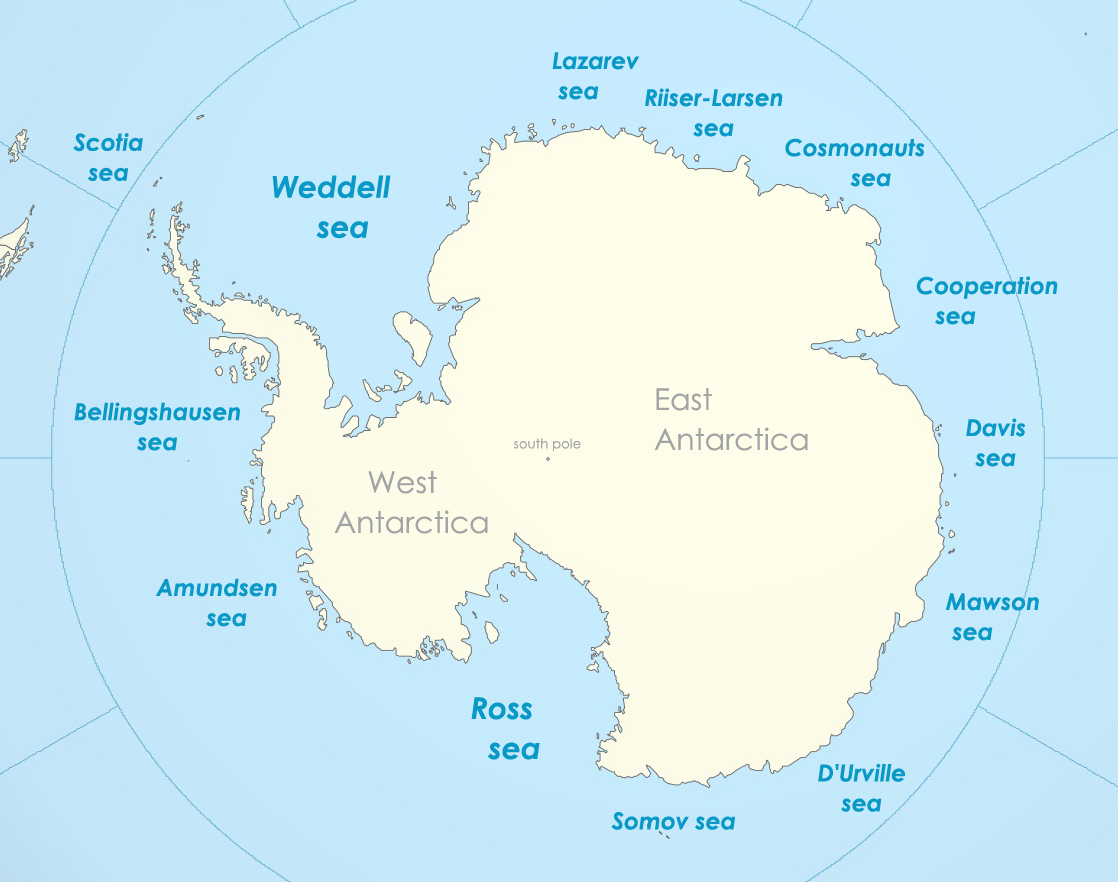
Översiktskarta, Davishavet till höger på kartan.

Davishavet (engelska: Davis Sea) är ett bihav till Antarktiska oceanen, området ligger utanför Östantarktis.

## Geografi
Davishavet ligger utanför Queen Mary Land och Vilhelm II:s land mellan den Västra shelfisen och Shackletons shelfis inom Australiska Antarktis.
Davishavet angränsar i väst till Cooperationhavet och Mawsonhavet i öst.
Havet sträcker sig mellan 66° S och 92° Ö med en yta om cirka 21 000 km² och med ett medeldjup av cirka 500 m och ett största djup på cirka 1 300 m.
Vid kusten ligger den ryska forskningsstationen Mirnyj.

## Historia
Området utforskades något åren 1901 till 1903 av den Tyska Antarktisexpeditionen med fartyget "Gauss" under ledning av Erich von Drygalski.
1912 namngavs Davishavet av den Australiska Antarktisexpeditionen åren 1911–1914 under ledning av Douglas Mawson. Området namngavs efter John King Davis, kaptenen på Mawsons expeditionsfartyg "Aurora".